# Jean Toci
Jean-Lucien Tocci (1933 v Marseille – 7. května 1997 v Istres) byl francouzský zločinec a člen marseillského podsvětí.

## Životopis
Byl nevlastním bratrem Gaëtana Zampy. Byli vychováváni odděleně a setkali se až později, kolem 20 let. Od té doby se už nikdy od sebe nevzdálili.
Účastnil se války v marseillském podsvětí. Dne 1. února 1977 se obětí útoku stal bývalý člen klanu Zampů Jacky Imbert, který ale přežil. Následovala série vyřizování účtů, při níž všichni členové klanu Zampů jeden po druhém mizeli. Sám Zampa, uvězněný v případu finanční zpronevěry, spáchal v roce 1984 sebevraždu. Ale i poté atentáty následovaly jeden po druhém. Po smrti svého nevlastního bratra převzal Toci vedení klanu.
V roce 1990 byl Toci zatčen ve svém domě v Roquebrune-sur-Argens ve Varu. Bydlel v mobilním domě, kde policie objevila několik samopalů.
V roce 1992 byl Vrchním soudem v Marseille odsouzen k osmi letům vězení za kauzu nelegálních výherních automatů. Jeho jméno se také objevilo v souvislosti se sítí překupníků operujících kolem velké laboratoře na zpracování morfinu ve Phoenixu v Arizoně, která patřila rodině Benevento, drogovým bossům ve Spojených státech. Toci byl identifikován ve všech případech závažné trestné činnosti v 80. a 90. letech: loupeže, kuplířství, finanční machinace v nočních klubech.
Dne 7. května 1997 byl spolu se svou partnerkou Berthe Crémier zastřelen brokovnicí na parkovišti supermarketu v Istres. Útočníky byli dva muži s kapucemi na hlavách, kterým se podařilo uprchnout v dodávce s východoevropskými poznávacími značkami.